# Zamek lontowy

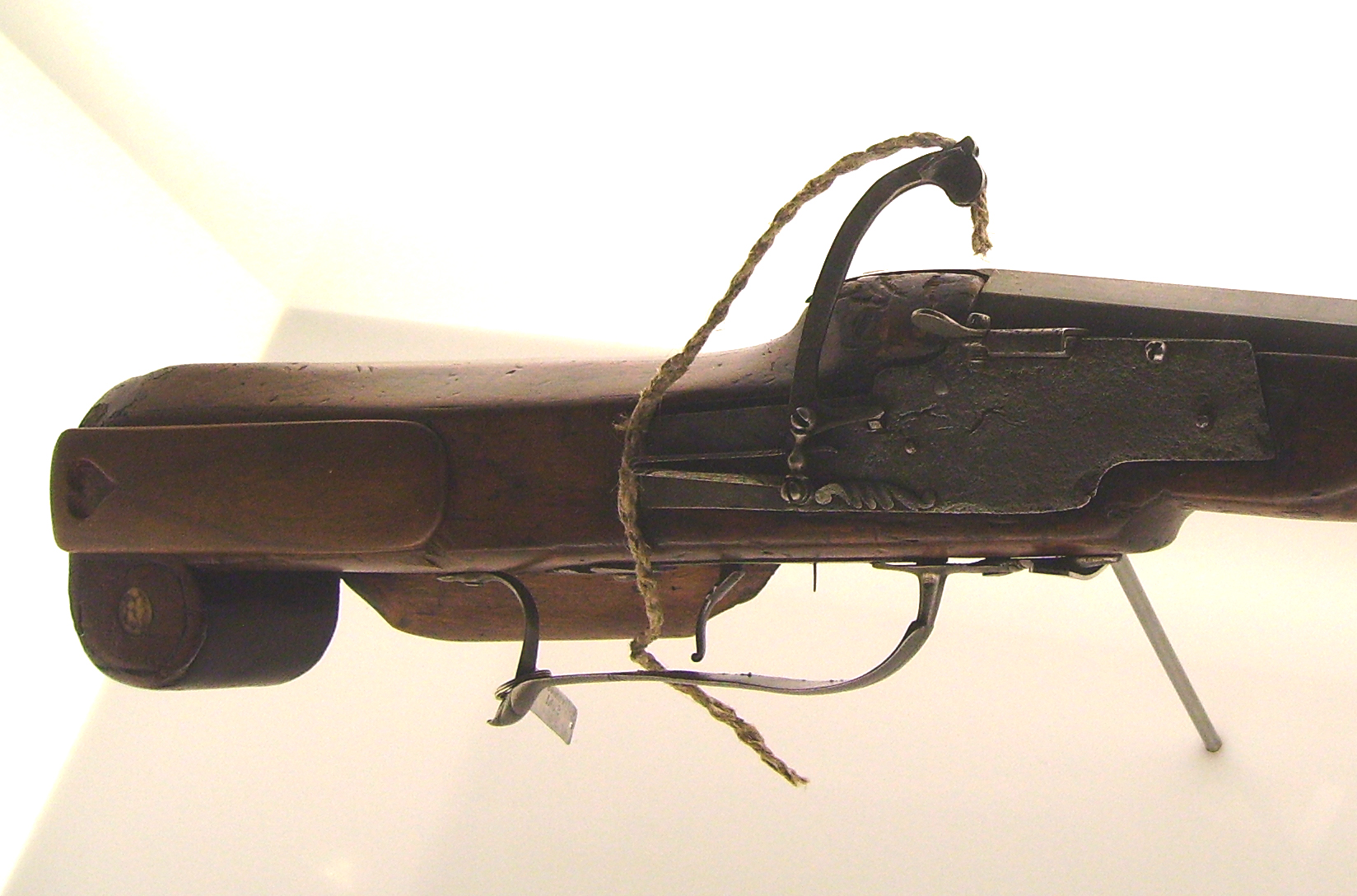
Zamek lontowy

Zamek lontowy – zamek stosowany w dawnej broni strzeleckiej (odprzodowej, rozdzielnego ładowania), wykorzystujący do zainicjowania wystrzału żarzący się lont. W Europie stosowany od połowy XV do początku XVII wieku, natomiast w Japonii do połowy XIX wieku.

## Charakterystyka
W zamku lontowym zapłon prochu na panewce inicjowany jest przez żarzący się lont zamocowany w kurku. Po naciśnięciu spustu kurek opadał na panewkę zapalając proch. Następnie płomień z panewki poprzez otwór zapałowy z boku lufy dostawał się do komory nabojowej powodując zapłon ładunku miotającego i wystrzał. 
Zamek lontowy cechował się prostotą konstrukcji, jednak nie był pozbawiony wad - zwłaszcza wrażliwości na warunki atmosferyczne oraz konieczności wcześniejszego zapalenia lontu. W Europie stosowany był wyłącznie w broni długiej (muszkietach), natomiast w Japonii i Indiach konstruowano również lontowe pistolety.

## Historia
Zamek lontowy powstał w połowie XV wieku, będąc zarazem pierwszym typem zamka zastosowanym w broni palnej. Wcześniej, broń odpalano za pomocą ręcznie przystawianego lontu lub hubki. Zastosowanie zamka automatyzowało tę czynność, dzięki czemu strzelec mógł swobodnie wycelować broń przed oddaniem strzału. Mimo że w XVI wieku wynaleziono nowocześniejszy zamek kołowy, nie zastąpił on zamka lontowego ze względu na swoją skomplikowaną konstrukcję, a obu typów zamków używano równolegle. Ostatecznie zamki lontowe (jak i kołowe) zostały wyparte w XVII wieku przez znacznie praktyczniejsze zamki skałkowe. Ewenementem w tym względzie pozostała Japonia, gdzie używano ich aż do połowy XIX wieku.